# Głos Uczelni
Głos Uczelni – miesięcznik Uniwersytetu Mikołaja Kopernika w Toruniu założony 1952 roku. Redakcja znajduje się na Bydgoskim Przedmieściu przy ul. Reja 25. Redaktorem naczelnym czasopisma jest Winicjusz Schulz.
Pierwszy numer Głosu Uczelni ukazał się 1 października 1952 roku. Początkowo tytuł ten wychodził jako jednodniówka. W roku 1960 wydawany był pod nazwą „Refleksy”, w latach 1975-1977 „Biuletyn Informacyjny”, zaś w latach 1978-1990 „Biuletyn Uniwersytetu Mikołaja Kopernika”. Czasopismo nie ukazywało się w latach 1982–1987 i w 1991. W 1992 roku otrzymał podtytuł „pismo Uniwersytetu Mikołaja Kopernika”.